# His Jonah Day
His Jonah Day é um curta-metragem mudo norte-americano de 1920, do gênero comédia, com o ator cômico Oliver Hardy.

## Elenco
- Jimmy Aubrey - O turista
- Oliver Hardy - O salva-vidas (como Babe Hardy)
- Evelyn Nelson - A garota
- Rosa Gore - Sua tia solteira
- Estelle Harrison - A babá
- Jack Lloyd - Pescador
- George Fox